# Serie 3900 de FGV
La Serie 3900 de FGV fue una serie de ferrocarriles suburbanos ideados para prestar servicio en el metro de Valencia. Durante muchos años estos trenes fueron la única serie que cubría la línea 3 y posteriormente las líneas 5 y 7 hasta que en 2007 se incorporó la primera entrega de unidades de la serie 4300 (construidas por Vossloh). Además, en las líneas 1 y 2 también llegaron a circular en momentos especiales como es el caso de los viajes de pruebas de la unidad 3918 al recorrerse las 2 líneas enteras. Estas 18 unidades fabricadas en el año 1995 por GEC-Alsthom para la entonces remozada línea 3 del Metro de Valencia estaban formadas en origen por dos coches motores extremos con los logos de FGV en sus partes frontales y un remolque intermedio.
Tras la apertura de las ampliaciones de Alameda a Avenida del Cid y Torrente por el ramal Colón-Jesús en 1998, comenzaron a reemplazarles los logos de FGV por los de Metrovalencia debido a que la red de metro operada por la Generalitat Valenciana comenzó a recibir ese nombre.
Por la creciente demanda que supuso la apertura de más tramos de la línea 3 (la prolongación a Avenida del Cid y "Torrent" por el ramal Colón-Jesús en 1998 y a Mislata-Almassil en 1999), durante un periodo de tiempo las 3900 llegaron a circular en mando múltiple de manera poco habitual (en determinados momentos como la festividad de las fallas), cosa que hacía que el parque móvil se redujera. Entonces se decidió agregarles un 2° remolque intermedio a todas las 3900, fue a partir del año 2001 cuando cada unidad 3900 recibió su cuarto coche para aumentar la capacidad máxima de viajeros sin tener que ir en doble composición, de tal manera que las 3900 dejaron de ser composiciones de 3 coches M+R+M a composiciones de 4 coches M+R+R+M.
En la primavera de 2012 se anunció que los trenes de la serie 3900 iban a ser retirados del servicio y puestos en venta aunque hubieran estado circulando en la red de metro durante menos de dos décadas, cuyo tiempo es poco para un tren eléctrico. La decisión de dar de baja las 3900 se debió a la falta de dinero para instalar los sistemas de seguridad ATO en los últimos trenes de la serie 4300: en vez de mantener en servicio las 3900 y añadir 22 unidades al material móvil como estaba pensado en un principio se optó por quitar los sistemas de seguridad ATO de las 18 unidades de la serie 3900 y pasarlos a 18 de las 22 4300 del último lote (de la 4341 a la 4362), de manera que las 3900 quedaron retiradas del servicio y reemplazadas por no tener ATO. Solo a cuatro de las últimas 4300 les instalaron sistemas ATO nuevos, es por esto que el material móvil del metro ganó solo cuatro trenes.

## Historia
La historia de esta serie se remonta en el año 1992, cuando la Generalidad Valenciana a través de FGV decidió iniciar el proyecto de la desviación de la línea 3 de FGV por un túnel de metro con inicio después de la estación del Palmaret y final en la Alameda. De esta manera, cuya línea fue heredada de FEVE (con recorrido Rafelbuñol - Valencia-Pont de fusta) como todas las de la red del Trenet de Valencia, una vez acabado el proyecto, después de la estación del Palmaret se desviaría por un túnel en dirección al centro de la ciudad. 
Antes de concluir este proyecto el 5 de mayo de 1995, la línea 3 de FGV terminaba en Pont de Fusta, y como material móvil tenía las unidades de la serie 1000, heredadas de FEVE al igual que la línea, y las de la serie 3500, cuya serie se trataba de una reforma de seis unidades 1000 que renombraron como la serie 3500 de FGV. 
Para la desviación de la línea 3 por un túnel desde el Palmaret hacia el centro, FGV decidió contratar la construcción de 18 unidades de metro que ofrecieran unas premisas de aceleración y velocidad punta que difícilmente podrían cumplir las series 1000 y 3500, entonces, FGV le encargó a la factoría de GEC-Alsthom en Albuixech (Valencia), después Vossloh y actualmente Stadler, la construcción de los 18 trenes de la serie 3900.
De tal manera algunas de estas 18 nuevas unidades fueron estrenadas a la vez que el trazado subterráneo de la línea 3 entre las estaciones del Palmaret y Alameda el 5 de mayo de 1995. 
Así, la línea 3 de FGV pasó a ser una línea de metro después de la estación del Palmaret. 
La transformación de la línea en su recorrido en superficie (Rafelbuñol-Palmaret) no afectó a su trazado pero sí supuso modificar las antiguas estaciones en superficie para adecuarlas a los convoyes de la serie 3900, mientras que las catenarias pasaron de tener una tensión de 550 voltios en corriente continua a una de 1500 en corriente continua.

## Servicio

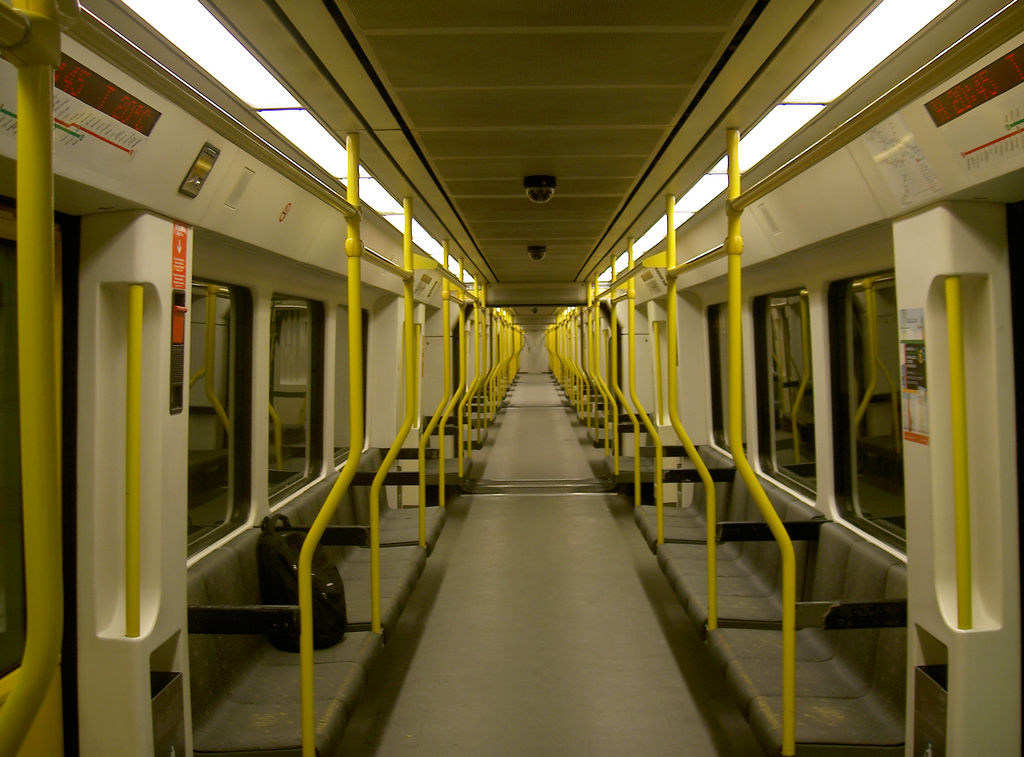
Interior de una unidad de la serie 3900 con cámaras de videovigilancia.

Desde que comenzaron a dar servicio el 5 de mayo de 1995 hasta que hicieron su último servicio el 5 de marzo de 2015 dieron servicio por las actuales líneas 3, 5 y 7. Por las líneas 1 y 2 solo llegaron a circular en casos especiales: la unidad 3918 se recorrió en pruebas las dos líneas enteras, mientras que el último viaje oficial de la serie fue con la 3910 entre València Sud y Font D'Almaguer.
Entre septiembre de 2012 y julio de 2013 fueron retiradas 16 de las 18 unidades 3900, de manera que el 22 de julio de 2013 quedaron en servicio solo 2 unidades de la serie: la 3916, y la 3910: unidad reincorporada al servicio en enero de 2013 tras estar unos 2 años retirada en los talleres y cocheras de València Sud por una avería. Regresó al servicio debido a que fue elegida para ser el prototipo de venta de la serie 3900, es por esto que le hicieron pequeñas modificaciones para que fuera un poco diferente en el exterior al resto de la serie: lo que antes era gris por la parte baja de los coches pasó a ser negro, mientras que las puertas, por fuera dejaron de ser blanquinegras para ser blancas como las de las 22 unidades 4300 del último lote.
El 5 de marzo de 2015, ambas unidades dejaron de dar servicio y se quedaron apartadas en los talleres y cocheras de Machado, desde entonces nunca más dieron servicio de nuevo, solo llegaron a ponerse en marcha para el último viaje oficial de la serie (con la 3910) o algún traslado a Valencia Sud (como el del 27 de mayo de 2015 de las dos unidades en doble composición).
A finales de 2016, con el retorno al servicio de las unidades 4341 y 4342, cuyas unidades en 2010 ya estaban en FGV pero que con la instalación del ATO fueron apartadas del servicio para piezas, tanto la 3910 como la 3916 fueron dadas de baja del parque móvil de FGV y sus sistemas ATO se los quedaron la 4341 y la 4342. En junio de 2017 la 3910 y la 3916 fueron trasladadas a Valencia Sud, en cuyo lugar estaban 14 de las otras 16 unidades retiradas entre 2012 y 2013, las dos restantes (3907 y 3909) están en los talleres de Torrent desde 2014.
El 9 de febrero de 2021, se anunció que para las mejoras previstas en Metrovalencia para los siguientes años, no estaba previsto comprar nuevas unidades de metro pero que el regreso al servicio de las unidades 3900 no quedaba descartado. Tiempo después, a finales de junio de 2021, FGV declaró que rehabilitaría "ocho o diez trenes" de la serie 3900, instalándoles el sistema ATO, con un coste por vehículo de entre 4 y 5 millones de euros. En caso de hacerse esa habilitación, las unidades podrían haber vuelto al servicio. Aunque no se confirmó en qué fecha, se estimó que podría haber sido para 2025 o 2026.

En octubre de 2024 la grave riada ocasionada por una fuerte DANA que costó más de 200 vidas, ocasionó que la mayoría de unidades 3900 fueran desguazadas, manteniendo únicamente las unidades 3907, 3909, 3912 y 3913 para su preservación.
- El contenido de este artículo incorpora material correspondiente a una entrada de Ferropedia, publicada en español bajo la licencia Creative Commons Compartir-Igual 3.0.